# Championnat de Guinée de football 2016-2017
Navigation
Saison précédente Saison suivante
La saison 2016-2017 du Championnat de Guinée de football est la cinquante-et-unième édition du championnat de première division guinéenne. Il se déroule sous la forme d’une poule unique avec quatorze formations, qui s’affrontent à deux reprises. En fin de saison, les deux derniers du classement sont relégués et remplacés par les deux meilleurs clubs de Ligue 2, la deuxième division guinéenne.
C'est le double tenant du titre, Horoya AC qui remporte à nouveau le championnat cette saison, après avoir terminé en tête du classement final, avec vingt-trois points d'avance sur l'un des promus, Wakriya Athletic Club et vingt-six sur l'ASFAG. C'est le quinzième titre de champion de Guinée de l'histoire du club.

## Les clubs participants
- Horoya AC
- ASFAG
- Atlético de Coléah
- AS Kaloum Star
- Hafia FC
- Satellite FC
- CO Coyah - Promu de Ligue 2
- Fello Star
- Gangan FC
- CI Kamsar
- Soumba FC
- Renaissance FC
- AS Ashanti GB
- Wakriya Athletic Club - Promu de Ligue 2

## Compétition

### Classement
| Rang | Équipe                 | Pts | J  | G  | N  | P  | Bp | Bc | Diff |
| ---- | ---------------------- | --- | -- | -- | -- | -- | -- | -- | ---- |
| 1    | Horoya ACT             | 69  | 26 | 22 | 3  | 1  | 61 | 6  | +55  |
| 2    | Wakriya Athletic ClubP | 46  | 26 | 12 | 10 | 4  | 28 | 18 | +10  |
| 3    | ASFAG                  | 43  | 26 | 12 | 7  | 7  | 26 | 21 | +5   |
| 4    | Hafia FCC              | 41  | 26 | 11 | 8  | 7  | 34 | 25 | +9   |
| 5    | Satellite FC           | 36  | 26 | 10 | 6  | 10 | 27 | 31 | -4   |
| 6    | Renaissance FCP        | 34  | 26 | 9  | 7  | 10 | 30 | 30 | 0    |
| 7    | AS Ashanti GB          | 33  | 26 | 8  | 9  | 9  | 24 | 25 | -1   |
| 8    | Fello Star             | 30  | 26 | 7  | 9  | 10 | 19 | 30 | -11  |
| 9    | AS Kaloum Star         | 29  | 26 | 5  | 14 | 7  | 21 | 19 | +2   |
| 10   | Gangan FC              | 29  | 26 | 7  | 8  | 11 | 23 | 27 | -4   |
| 11   | CI Kamsar              | 29  | 26 | 6  | 11 | 9  | 24 | 29 | -5   |
| 12   | Atlético de Coléah     | 28  | 26 | 7  | 7  | 12 | 26 | 33 | -7   |
| 13   | Soumba FC              | 26  | 26 | 7  | 5  | 14 | 17 | 38 | -21  |
| 14   | CO CoyahP              | 20  | 26 | 6  | 2  | 18 | 14 | 42 | -28  |

|  | Qualification pour la Ligue des champions de la CAF 2018                          |
|  | Qualification pour la Coupe de la confédération 2018                              |
|  | Relégation directe en deuxième division                                           |
|  | T : Tenant du titre C : Vainqueur de la Coupe de Guinée P : Club promu de Ligue 2 |

## Bilan de la saison
| Championnat de Guinée de football 2016-2017 |                       |
| Champion                                    | Horoya AC (15e titre) |
| Coupes et trophées                          |                       |
| Vainqueur de la Coupe de Guinée 2016-2017   | Hafia FC              |
| Qualifications continentales                |                       |
| Ligue des champions de la CAF 2018          | Horoya AC             |
| Coupe de la confédération 2018              | Hafia FC              |
| Promotions et relégations                   |                       |
| Promus en Ligue 1                           | Éléphant de Coléah    |
| Promus en Ligue 1                           | Milo Football Club    |
| Relégués en Ligue 2                         | Soumba FC             |
| Relégués en Ligue 2                         | CO Coyah              |